# Karl Friedrich von Gaertner
Karl Friedrich von Gaertner (Carl Friedrich von Gärtner) (1 de maig de 1772 a Göppingen– 1 de setembre de 1850 a Calw) va ser un botànic alemany, era fill de Joseph Gaertner. Va ser un pioner en l'estudi dels híbrids i va influir en Gregor Mendel.
Estudià medicina a Jena, Göttingen i Tübingen.
Gärtner va exercir la medicina general a Calw el 1796. El 1800, va decidir dedicar-se plenament a la botànica.
El 1802, viatjà a Anglaterra i als Països Baixos. A partir de 1824, estudià la hibridació de les plantes.
Gärtner, que era un protestant, va desafiar la doctina de Carl Linnaeus de la "nova especial creació" en la qual sostenia que les noves espècies de plantes es podien originar mitjançant hibridació.
Gärtner és mencionat 17 vegades per Gregor Mendel en el seu famós escrit Experiments sobre la hibridació de les plantes i Charles Darwin elmenciona 32 vegades en la seva primera edició de "The Origin of Species".

## Obres
- Supplementum carpologicae, seu continuati operis Josephi Gaertner de fructibus et seminibus plantarum voluminis tertii. (Leipzig, 1805-1807).
- Beiträge zur Kenntnis der Befruchtung. Teil 1 (Stuttgart, 1844).
- Versuche und Beobachtungen über die Bastarderzeugung im Pflanzenreiche (en alemany), 1849.